# Goianápolis
Goianápolis là một đô thị thuộc bang Goiás, Brasil. Đô thị này có diện tích 162,38 km², dân số năm 2007 là 13212 người, mật độ 81,4 người/km².